# Neocorynura rufa
Neocorynura rufa är en biart som beskrevs av Michener 1954. Neocorynura rufa ingår i släktet Neocorynura och familjen vägbin. Inga underarter finns listade i Catalogue of Life.